# Mýrdalsvík
Mýrdalsvík är en vik i republiken Island.   Den ligger i regionen Suðurland, i den södra delen av landet, 170 km sydost om huvudstaden Reykjavík.